# Armel Ahidazan
Armel Ahidazan (Lione, 1992) è un giocatore di football americano francese, che  gioca come linebacker per i Falcons de Bron-Villeurbanne..
Ha 3 parenti che giocano a football americano: i fratelli Ibel e Maxe e il cugino Jason Aguemon.

## Palmarès
- 1 World Games (2017)